# Anthophora loczyi
Anthophora loczyi là một loài Hymenoptera trong họ Apidae. Loài này được Morawitz mô tả khoa học năm 1892.